# Flaminio Scala
Flaminio Scala (Rome, 27 septembre 1552 -Mantoue, 9 décembre 1624) est un acteur italien de Commedia dell'Arte, réputé dans le type de l'amoureux. 

## Biographie
Probablement né à Rome, il a publié son premier recueil de scénarios en 1611 à Venise sous le titre de Il Teatro delle favole rappresentative overo la ricreatione comica, boscareccia, e tragica ; il y propose cinquante scénarios dont quarante comédies et dix avec un mélange de comique et de sentimental.
Scala a également publié une comédie : Le faux mari, imprimée à Lyon en 1600 sans le nom de l'auteur, pour le mariage de Marie de Médicis, reine de France et épouse de Henri IV.
Acteur professionnel dans les compagnie italiennes les plus appréciées à la fin du XVIe siècle et au début du XVIIe, il est à Paris, puis en Flandres et dans le Brabant en 1601, avec la compagnie degli Accesi. En 1606, il est à Mantoue, à la cour des Gonzagues, puis en 1611 à celle de don Giovanni de Medicis avec la compagnie dei Confidenti (it) dont il est l'acteur principal et le directeur.
Acteur sans pareil dans les rôles de l'amoureux, il joue sous le nom de Flavio (transmis par Ruzzante), archétype de l'amoureux bel homme, galant, poète, musicien, gentilhomme.
« Par une coïncidence étrange, une brève période de douze ans au début du XVIIe siècle a vu la publication de trois grands In folios très importants dans l'histoire du théâtre. En 1623 fut publié un recueil complet des comédies, drames historiques et tragédies de William Shakespeare ; sept ans plus tôt, en 1616, le volume était précédé des Workes de Ben Jonson, et cinq années auparavant, en 1611, était paru le Théâtre des fables représentatives de Flaminio Scala, contenant cinquante scénarios de théâtre. [...] C'est dans ce recueil que le nom d'Arlecchino (Arlequin, Harlekin, appelez-le comme vous voulez) apparaît pour la première fois dans un drame écrit. Dès que l'on prononce le nom d'Arlequin  on comprend que l'on est en terrain connu [...] avec Hamlet il s'agit des personnages de théâtre les plus universellement connus." ». 

## Publications
- Il teatro delle favole rappresentative, Pulciani di Venezia, 1611.